# Ein starkes Team: Kollege Mörder
Kollege Mörder ist ein deutscher Fernsehfilm von Peter F. Bringmann aus dem Jahr 2003. Es handelt sich um die 24. Folge der Krimiserie Ein starkes Team mit Maja Maranow und Florian Martens in den Hauptrollen.

## Handlung
Ein Polizeitransporter, der mit einer größeren Menge Heroin auf dem Weg zur Verbrennungsanlage ist, wird von zwei verkleideten Männern überfallen. Der Polizeipräsident ist außer sich und vermutet, dass die Täter einen Informanten bei der Polizei haben müssen, da Zeitpunkt und Fahrtroute solcher heiklen Transporte streng geheim gehalten werden. Reddemanns Team wird damit beauftragt, den Fall aufzuklären. Ihnen wird Hauptkommissar Achenbach von der Drogenfahndung zur Seite gestellt. Kurze Zeit später wird Martin Hanke vom Einbruchsdezernat erschossen aufgefunden. Da er sich augenscheinlich mit seiner Dienstwaffe erschossen hat, vermutet Reddemann, dass er der Tippgeber war. Spuren von Heroin in seiner Wohnung nähren diesen Verdacht. Doch Kriminalhauptkommissar Otto Garber ist skeptisch, was einen Selbstmord betrifft, denn Hanke wollte kurz vor seinem Tod mit ihm unter vier Augen reden. Otto und seine Kollegin Verena konzentrieren sich zunächst auf Hankes Kollegen und erfahren so, dass sich Hanke am Vortag auffällig verhalten hatte.
Hauptkommissar Achenbach und Georg Scholz hören sich in der Drogenszene um, ob dort etwas in Erfahrung zu bringen ist. So gelingt es ihnen, zwei Verdächtige zu finden, die auch problemlos für den Überfall verantwortlich gemacht und festgenommen werden können. Als ihr Informant kann Staatsanwalt Mentheimer überführt werden, der aufgrund seines Hausbaus in Finanznot geraten war. Dabei stellt sich heraus, dass sie kein Heroin erbeutet hatten, sondern nur Tüten mit Mehl. Das Rauschgift hatte jemand in der Asservatenkammer ausgetauscht und gehofft, dass man nach der amtlichen Verbrennung davon nichts mehr hätte feststellen können. Doch Martin Hanke war es aufgefallen, weil er sich immer mal selbst kleine Mengen abgezweigt hatte, aber nicht, um sich daran zu bereichern, sondern, weil er mit dem Heroin seinem krebskranken Freund helfen wollte, dessen Leiden zu erleichtern.
Da Hanke sich offensichtlich Otto anvertrauen wollte, um ihm von dem ausgetauschten Heroin zu berichten, ist davon auszugehen, dass dies der Grund für dessen Ermordung war. Die Diebe und ihr Informant wussten vermutlich nichts von dem Austausch und scheiden als Täter aus. Dagegen kann nur jemand, der Zugang zur Asservatenkammer hatte, das Rauschgift gestohlen haben. Nach Ausschluss aller Verdächtigen bleibt nur Hankes Kollege Uwe Sakowski übrig. Dieser hat inzwischen auch noch Hankes Freund umgebracht, weil dieser einen Beweis gegen ihn hatte. Um ihn zu überführen, starten die Beamten einen großen Lauschangriff gegen den Verdächtigen. Obwohl er die forcierten Ermittlungen gegen ihn bemerkt und kurzfristig die Beamten von seiner Unschuld überzeugen kann, wird er am Ende mit dem Heroin in einer Gartenlaube überrascht. Beim Zugriff wird er von einem Scharfschützen erschossen. Verena ist schockiert über diese drastische Maßnahme, die Kriminaldirektor Hagenguth zu verantworten hatte. Das macht die Ermittler misstrauisch und sie stellen ihm eine Falle. Dadurch verrät sich Hagenguth und wird festgenommen. Zu seiner Entschuldigung meinte er nur: Zehn Millionen Euro könne man doch nicht einfach so verbrennen lassen.

## Hintergrund
Kollege Mörder wurde in Berlin gedreht und am 12. April 2003 um 20:15 Uhr im ZDF erstausgestrahlt.
Sputnik, dessen Rolle als Geschäftsmann in der Serie als ein Running Gag angelegt ist, hat in dieser Folge seine Gaststätte gegen eine Pizzeria eingetauscht, die er günstig erwerben konnte.
Kriminalhauptkommissar Yüksel Yüsgüler ist in dieser Folge nicht dabei.

## Kritik
Die Kritiker der Fernsehzeitschrift TV Spielfilm vergeben die beste Wertung (Daumen nach oben) und meinen: „Kritischer Blick hinter die Polizeikulissen.“